# Gahania thompsoni
Gahania thompsoni är en skalbaggsart som beskrevs av Reé Michel Quentin och Jean François Villiers 1970. Gahania thompsoni ingår i släktet Gahania och familjen långhorningar.
Artens utbredningsområde är:
- Kenya.
- Malawi.

Inga underarter finns listade i Catalogue of Life.